# Daniel Quinn

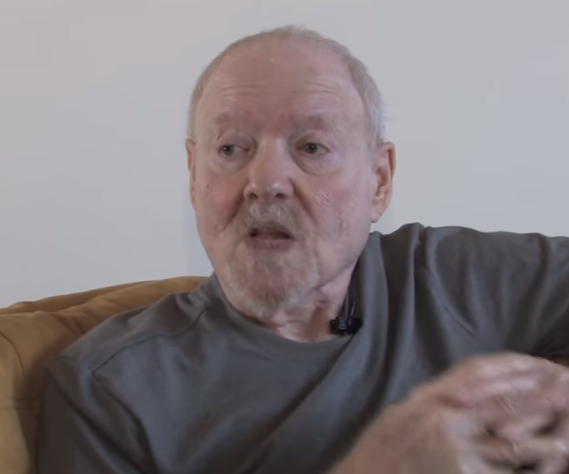
Daniel Quinn (2013)

Daniel Quinn (ur. 1935, zm. 17 lutego 2018 w Houston) - pisarz amerykański.
Dorastał w Omaha w stanie Nebraska, gdzie ukończył Creighton Prep w 1953. Studiował na uniwersytecie w St. Louis, uniwersytecie wiedeńskim i Uniwersytecie Ignacego Loyoli w Chicago. Pracował jako redaktor działu biografii i sztuki w American Peoples Encyclopaedia oraz sekretarz redakcji wydawnictwa Fuller and Dees. Obecnie mieszka w Houston. 
W 1975 skoncentrował się na karierze pisarskiej. W swojej najbardziej znanej książce Izmael (ang. Ishmael), nagrodzonej Turner Tomorrow Fellowship Award w 1991, zaprezentował postawę protestu wobec dominacji rasy ludzkiej nad innymi stworzeniami na Ziemi. Książka stała się jednym z manifestów ruchu obrońców zwierząt. Na jej kanwie powstał film fabularny pt. Instynkt.